# Alienware
Alienware je američki proizvođač PC sustava, koji proizvodi high end računala posebno po željama PC igrača. Istotako su njihovi sustavi namijenjeni i za tvrtke.

## Povijest
Osnovana 1995. godine, Alienware tvrtka izrađuje računala s vrlo dobrim hardware karakteristikama (takozvana "high end" računala). To uključuje ne samo računala u domu (eng. Desktop PC) nego i prijenosna računala (Notebooks), medija centre i profesionalne sustave namijenjene tvrtkama. Tokom godina, Alienware je dobio mnogo nagrada za vrhunsku kvalitetu i postao je respektiran diljem svijeta kao vrhunska marka za računala, koja se mogu nabaviti direktno i samo isključivo preko njihovih internet stranica iz Sjeverne Amerike, Europe, Australije i Novog Zelanda. Američko sjedište tvrtke nalazi se u Miami-u, dok se glavno sjedište za Europu nalazi u Athlone gradu u Irskoj. Prema podacima zaposlenih, ime "Alienware" je izabrano zbog toga što su osnivači tvrtke bili ljubitelji popularne TV-serije "Dosjei X" (eng. X-Files), od čega tvrtka daje svojim proizvodima specifična imena, kao npr. "Aurora" ili "Area-51".

## Dizajn
Računala posjeduju jedan neobičan izgled, zato što se razlikuju od normalnih PC kućišta i podsjećaju na vanzemaljce (zato i ime "Alienware"). PC kućišta ove tvrtke zasnivaju se na kućištima tvrtke "Chieftec" i njihova modela "CS 601", gdje ih u Alienware tvrtki zovu Predator. U početku su se kućišta prodavala u raznim lakiranim bojama, čiji je vanjski materijal bio plastičan i to je davalo kučištima vanzemaljski izgled. Od ljeta 2006. se kućišta s vanzemaljskim izgledom nude u drugoj generaciji koja nosi ime Predator 2. Ovo kućište više ne zasniva na poznatom Chieftec CS 601 i znatno je manje. Računala su vrlo omiljena zbog činjenice da ih se ne može kupiti u prodavaonicama računala. Unatoč tome, trenutačno se prodaju kućišta sa sličnim izgledom u prodavaonicama i to najviše od azijskih prodavača.

## Proizvodi
Uz kućna i prijenosna računala, Alienware proizvodi odjeću, torbe, ruksake, podloge za miševe i šalice na kojima je vidljiv logo tvrtke. Za napomenuti je to da svaki kupac uz kupnju računala dobiva i besplatnu majicu s logotipom tvrtke, što je eskluzivno ako se uzme u obzir da se ne može nigdje drugdje kupiti. Isto tako tu su i besplatni Antivirus, Recovery CD i drugi Software koji se dobiva na CD-ovima. Alienware sustavi koriste hardware od Intel-a, AMD-a, Nvidie, Creativea i drugih kvalitetnih proizvođača računalne opreme. Najpoznatiji proizvodi Alienwarea su kućna računala iz serije "Aurora" i "Area-51". Iz serije prijenosnih računala su isto tako najpoznatiji modeli "Aurora" i "Area-51". Aurora zasniva na AMD tehnologiji, dok Area-51 modeli zasnivaju na Intel tehnologiji. Nedavno je tvrtka poslala u prodaju luksuznu "ALX" seriju kućnih računala, koja je isto dostupna kod prijenosnih računala. Ova nova serija Alienware računala se ističe po jako velikoj cijeni, ali i po najboljim karakteristikama računala koje Alienware tvrtka nudi. Od 2008. godine, modeli prijenosnih računala nose samo "Area-51" ime i razlikuju se međusobno jedino u dizajnu, veličini ekrana i hardware komponentama.

## Sponzoriranje i posebne akcije
Alienware se nudi kao sponzor na LAN zabavama, gdje pruža između ostalog besplatne postere, podloge za miševe, kape. Uvjet za to je slanje digitalne fotografije s LAN-a u roku od dva tjedna i minimalan broj od 50 sudionika na LAN Party-u.
Istotako Alienware održava ponekad i nagradne igre, gdje se mogu osvojiti Alienware računala. Godine 2006. je to bio na primjer slučaj u Njemačkoj kada su Alienware i Microsoft održavali online nagradnu igru gdje se moglo osvojiti Alienware Aurora m9700 prijenosna računala i webkamere od Microsofta. 
Za vrijeme izlaska filma "Star Wars Episode 3 - Revenge of the Siths" u kina, Alienware je posebno za taj događaj proizveo računalo u Star Wars izdanju, s imenom "Aurora Star Wars Edition".

## Konkurencija
Kada se mjeri stabilnost i performanse u PC igrama onda je teško naći u kratkom vremenu proizvođača koji bi Alienwareu mogao pružiti vodu. No ipak postoje takvih par proizvođača vrhunskih kućnih i prijenosnih računala kao što je to Alienware. Tu su na primjer tvrtke kao američka Falcon Northwest i Velocity Micro, te njemačke Cyber System i XMX. Alienware se prije nego što ga je kupila Dell tvrtka natjecao i protiv Dell XPS-a.

## Kritike
Najveća točka s kojom se kritizira Alienware od strane igrača je njegova jako visoka cijena. Za "najjeftiniji" high-end model računala mora se izbrojiti oko 1800EUR (~14000kn), te za najskuplji model "ALX" oko 5000EUR (~35000kn), pri tome neračunajući i granični porez koji pada ako se računalo kupuje iz Hrvatske pomoću kreditne kartice. Naravno da se cijena može smanjiti pri tome da se u konfiguratoru za računalo na Alienware web stranici izaberu druge jeftinije PC komponente, koje naravno nisu više "high end", ali još uvijek dosta kvalitetne. Mnogo potencijalnih kupaca kritizira da osim posebnog kućišta, svi drugi dijelovi računala se mogu znatno jeftinije nabaviti ili kupiti nego što nudi Alienware, ali da pri tome imaju iste ili čak malo bolje performanse nego Alienware računalo.

## Vanjske poveznice
- Alienware Homepage (američka stranica)
- Alienware Homepage (engleska stranica sa sjedištem u Irskoj)
- Alienware Homepage (njemačka verzija stranice)